# Gadogado

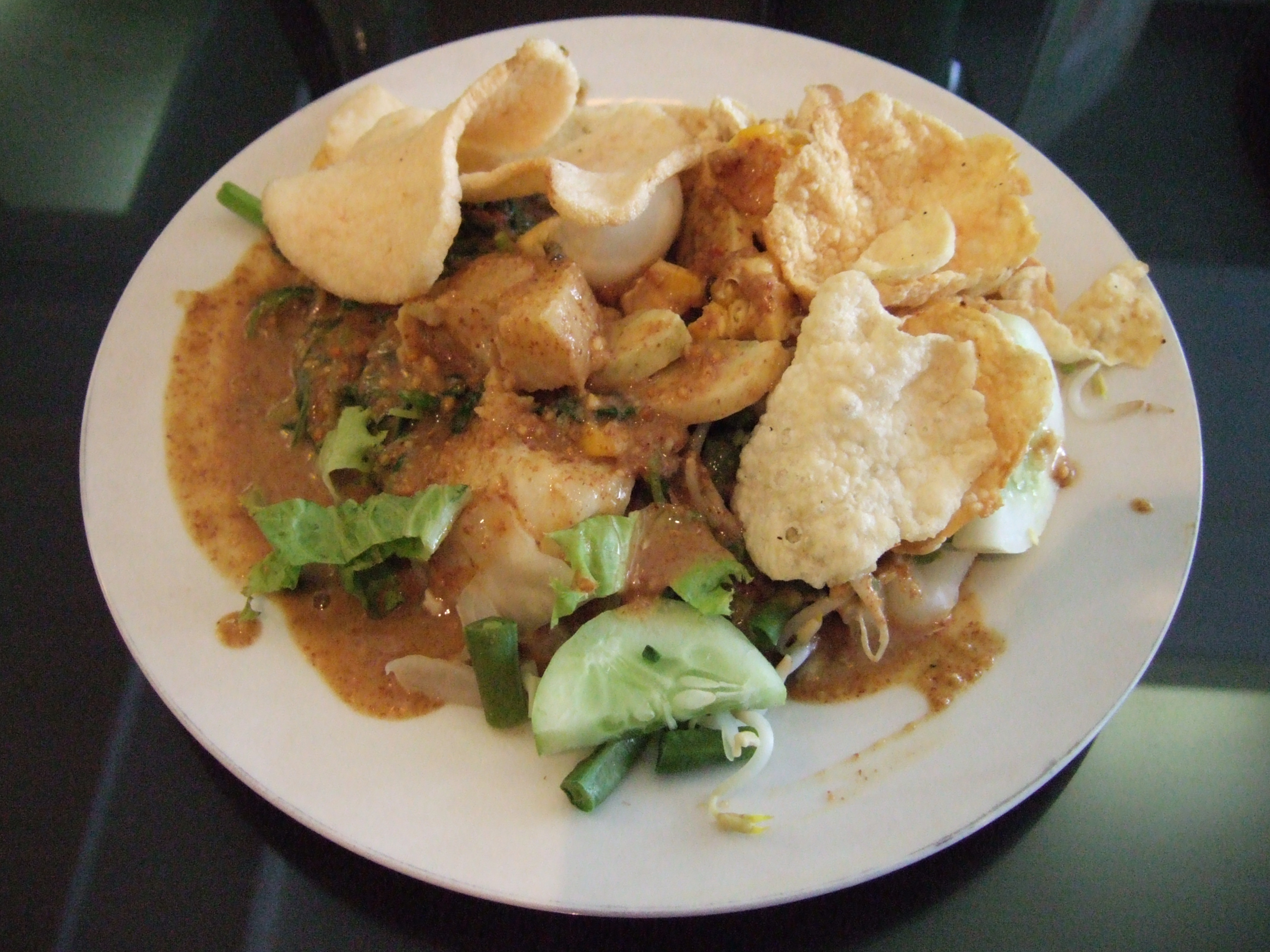
Gadogado

Gadogado (Indonesisch: Gado-gado) is een Indonesisch groentegerecht, dat in Nederland en Suriname vooral bekend is als gerecht van het Chinees-Indisch restaurant. In die hoedanigheid is het een mix van groenten met gekookt ei, een schep pindasaus, en verkruimelde kroepoek. Het wordt geserveerd met witte rijst of lontong. Gadogado is geschikt voor vegetariërs indien de kroepoek achterwege wordt gelaten of vervangen door emping (kroepoek van de melinjonoot). Het is goedkoop en snel te bereiden. 
In een Chinees restaurant wordt de gadogado meestal geserveerd als groenten in een dunne pindasaus en afgetopt met stukjes garnalenkroepoek, terwijl de oorspronkelijke Indonesische of Indische gadogado bestaat uit diverse kort gekookte of rauwe groenten, taugé, blokjes tahoe al dan niet met een in partjes gesneden gekookt ei, en met eroverheen een dikke kruidige pindasaus (gadogadosaus, niet te verwarren met satésaus). Hierbij wordt witte rijst of lontong geserveerd.

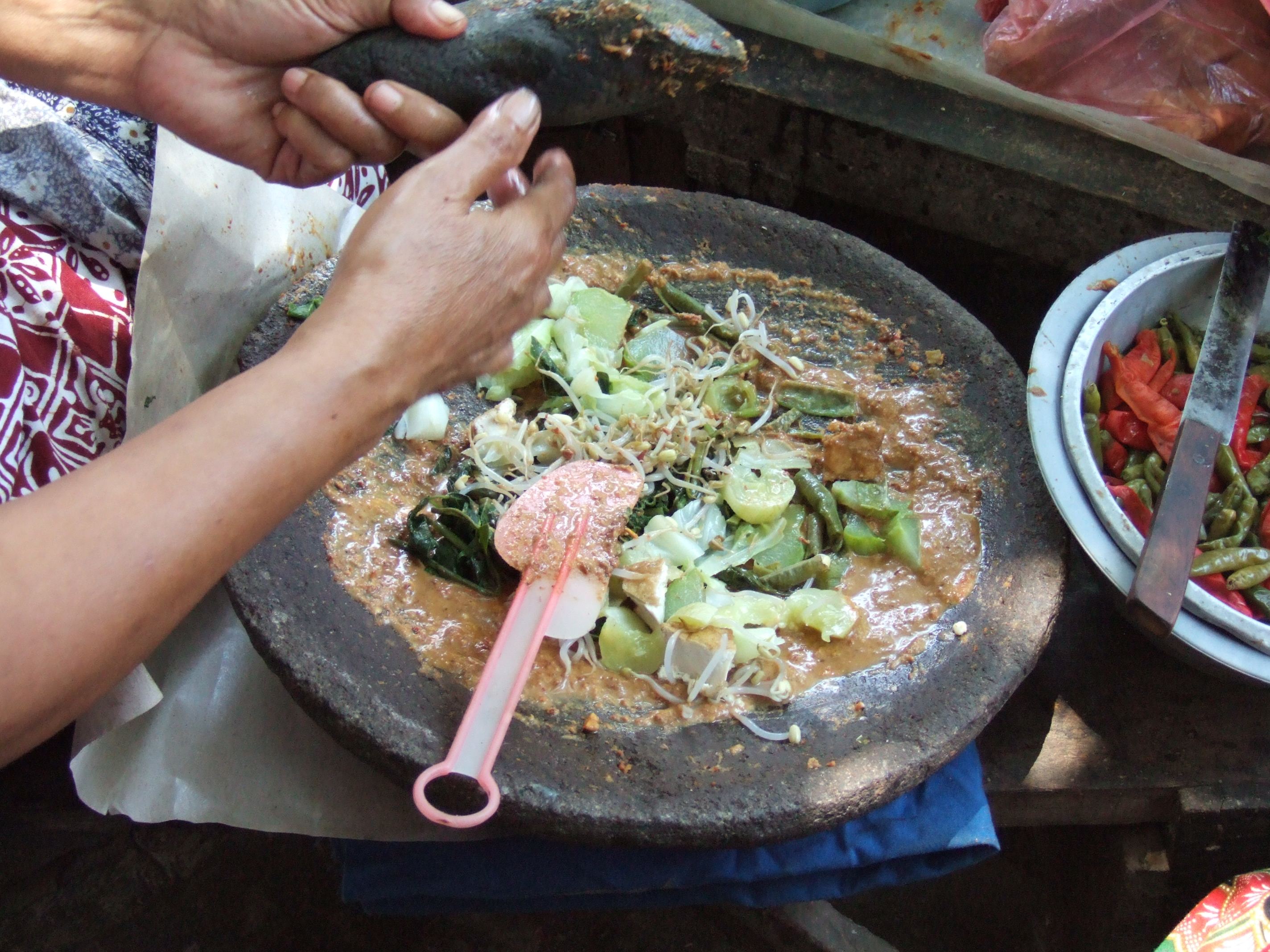
Het bereiden van gadogado in een ulek

In Indonesië echter zal men gadogado niet snel met een gebakken ei aantreffen. Het kan wel met een gekookt ei worden opgediend en vaak met lontong of ketupat. Op Java vindt men er vaak een vorm van tahoe of tempé in. Het wordt daar ook vaak koud genuttigd. De saus die men erover giet, is gemaakt van pinda's, zoete ketjap, Spaanse pepers en vaak ook santen, hoewel over dat laatste ingrediënt in Indonesië verschil van mening bestaat.

## Geschiedenis
Gadogado ontstond in de 17e eeuw (1628-1629), toen het Sultanaat Mataram onder leiding van sultan Agung Batavia binnenviel en de voedselvoorraden, vooral rijst, opraakten. Daarnaast werden de rijstschuren rond Batavia door de VOC platgebrand, waardoor waroksoldaten uit Ponorogo, die deel uitmaakten van de oorlogstroepen, petjelsaus maakten van pinda's en deze vervolgens over verschillende rauwe groenten uit het gebied rond de rijstvelden goten om te overleven. In het Javaans heet dit Gadho, wat betekent dat je alleen bijgerechten eet of dat je bijgerechten eet zonder rijst. Het gadogadorecept werd vervolgens gevolgd door andere soldaten die eenvoudige groenten aten, overgoten met petjel-kruidensaus. In de loop van de tijd werden aan de gadogado klein gesneden rijstwafels, eieren, tahoe en crackers toegevoegd, en wordt heden nog zo geserveerd in kleine kraampjes en restaurants. In de Indische keuken werd het gerecht door toevoeging van Hollandse groenten, zoals bloemkool, spitskool, wortelen en sperziebonen, verhollandst. De bijbehorende saus werd ook anders en milder gemaakt door gebruik van pindakaas, melk of kokosmelk en minder scherpe kruiden.